# Piotr Nurowski

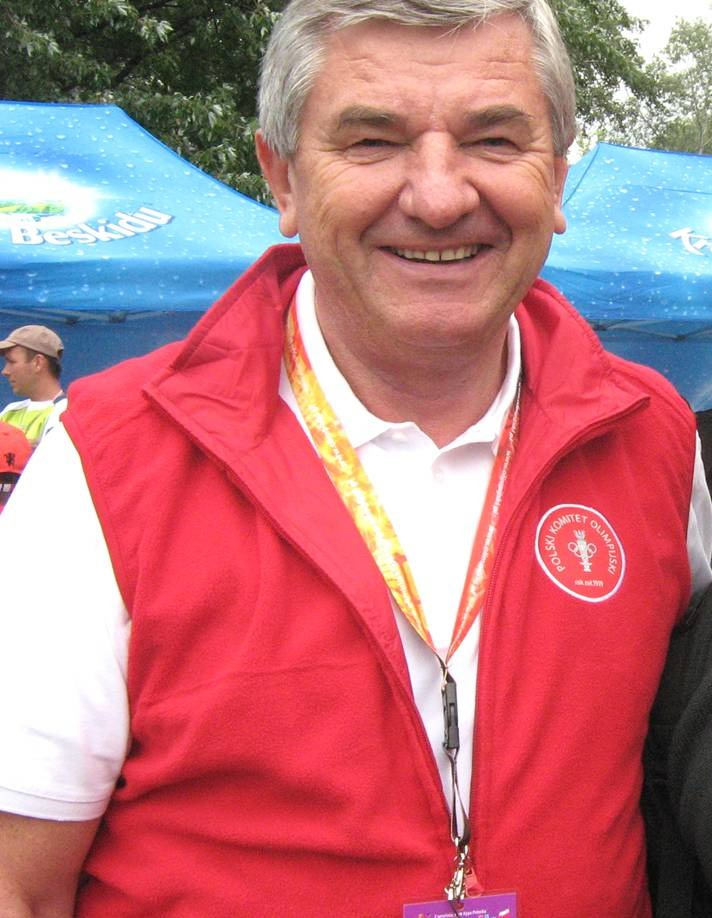
Piotr Nurowski

Piotr Jan Nurowski (Sandomierz, 20 juni 1945 – Smolensk, 10 april 2010) was een Pools bestuurder en ondernemer. 
Hij studeerde aan de universiteit van Warschau, faculteit voor recht en administratie. In 1972 werd hij vicevoorzitter van de Poolse Atletiekvereniging PZLA, een jaar later voorzitter. Van 1981 tot 1984 was hij secretaris van de Poolse ambassade in Moskou. In de jaren 90 was hij actief als ondernemer en in 1992 was hij betrokken bij de oprichting van het commerciële televisiestation Polsat en werd er bestuurslid. In 2005 werd hij voorzitter van het Pools Olympisch Comité. 
Nurowski kwam om bij de vliegramp bij Smolensk.